# هويا (نبات)
الهويا (الاسم العلمي: Huia) هي جنس من النباتات الوعائية المنقرضة من الديفوني المبكر (البراجي أو السيجنياني منذ حوالي 410 مليون سنة). تم وصف الجنس لأول مرة في عام 1985 بناءً على عينات أحفورية من تكوين بوسونغشونغ، منطقة ونشان، يونان، الصين.
|  | †مجموعات قاعدية (نبتة أدوكيت, Discalis, النبتة الطويلة (=الربوكية), الغوموية, نبتة هو, حزامية الأوراق myretonianum, حزامية الأوراق llanoveranum, حزامية الأوراق الخصبة)                                                                    |
|  | |
|  | †حزاميات الأوراق 'أساسية' (حزامية الأوراق المتفشجة, Tarella, Oricilla, Gosslingia, Hsua, نبتة ثرنك, نبتة بارين الأولية, نبتة بارين الغامضة, B. citrulliforme, السودونية, Deheubarthia, الكونيورية, Anisophyton, مشرشرة الساق, مفرضة الساق) |
|  | |
|  | \| \| †مجموعات قاعدية (النوثيا, حزامية الأوراق المتساقطة) \| \| \| \| \| \| الحزازيات الذئبية (أعضاء باقية و منقرضة) \| \| \| \| |
|  | |
|  | †مجموعات قاعدية (النوثيا, حزامية الأوراق المتساقطة) |
|  | |
|  | الحزازيات الذئبية (أعضاء باقية و منقرضة) |
|  | |

|  | †مجموعات قاعدية (النوثيا, حزامية الأوراق المتساقطة) |
|  |                                                     |
|  | الحزازيات الذئبية (أعضاء باقية و منقرضة)            |
|  |                                                     |